# Càncer gastrointestinal
El càncer gastrointestinal es refereix als càncers que afecten parts del tracte gastrointestinal (l'esòfag, l'estómac, l'intestí prim, l'intestí gros, el recte i l'anus). Els símptomes es relacionen amb l'òrgan afectat i poden incloure obstrucció (que condueix a dificultats per empassar o defecar), sagnat anormal o altres problemes associats. El diagnòstic sovint requereix una endoscòpia, seguida d'una biòpsia de teixit sospitós. El tractament depèn de la localització del tumor, així com del tipus de la cèl·lula cancerosa i si s'ha envaït altres teixits o s'ha estès a altres llocs. Aquests factors també determinen el pronòstic.
En general, els càncers gastrointestinals són responsables de més més morts per càncer que qualsevol altre sistema del cos. Hi ha una variació geogràfica important en les taxes de diferents càncers gastrointestinals.

## Tipus
- Càncer d'esòfag
- Càncer d'estómac
- Càncer colorectal
- Càncer d'anus